# Редбанк Тауншип (округ Клеріон, Пенсільванія)
Редбанк Тауншип (англ. Redbank Township) — селище (англ. township) в США, в окрузі Клеріон штату Пенсільванія. Населення — 1332 особи (2020).

## Демографія
Згідно з переписом 2010 року, у селищі мешкало 1370 осіб у 568 домогосподарствах у складі 407 родин. Було 618 помешкань
Расовий склад населення:
| - 98,2 % — білих - 0,4 % — чорних або афроамериканців - 0,2 % — вихідців з тихоокеанських островів |

До двох чи більше рас належало 0,8 %. Частка іспаномовних становила 1,6 % від усіх жителів.
За віковим діапазоном населення розподілялося таким чином: 19,3 % — особи молодші 18 років, 62,5 % — особи у віці 18—64 років, 18,2 % — особи у віці 65 років та старші. Медіана віку мешканця становила 45,5 року. На 100 осіб жіночої статі у селищі припадало 102,7 чоловіків;  на 100 жінок у віці від 18 років та старших — 102,6 чоловіків також старших 18 років.
Середній дохід на одне домашнє господарство  становив 48 153 долари США (медіана — 39 338), а середній дохід на одну сім'ю — 53 206 доларів (медіана — 48 333). Медіана доходів становила 36 964 долари для чоловіків та 30 000 доларів для жінок. За межею бідності перебувало 21,1 % осіб, у тому числі 21,2 % дітей у віці до 18 років та 13,6 % осіб у віці 65 років та старших.
Цивільне працевлаштоване населення становило 663 особи. Основні галузі зайнятості: освіта, охорона здоров'я та соціальна допомога — 27,6 %, виробництво — 16,9 %, роздрібна торгівля — 10,0 %, транспорт — 8,4 %.